# Палац Орловських (Ярмолинці)
Ярмолинці (суч. Хмельницької області) згадані в 1407 р. перший раз в письмових джерелах, коли король Ягайло надав ці землі Ходькови в довічне користування. В 1455 син Ходька — Олехно постарався для надання Ярмолинцям Магдебурзького права, отже в цей час був закладений Ярмолинський замок. Ярмолинці були власністю роду Ярмолинських до сер. 18 ст.
В 1772 Войцех Мархоцький обміняв Ярмолинці на Миньківці з Онуфрієм Орловським. В Ярмолинцях Онуфрій Орловський закінчив будувати костел та кляштор бернардинів. Резиденцію свою він вибудував в Маліївцях. До пол. 19 ст. у Ярмолинцях були руїни замку та двір Мархоцького. Палац вибудував в Ярмолинцях Онуфрій Орловський в 1859, з нагоди прибуття в Ярмолинці російського царя — Олександра. Під палац був перебудований великий заїзд навпроти ринку.